# Chickcharney
 (mai 2020).
Le chickcharney (également connu sous le nom de chickcharnie ou chickcharnee ) est une créature légendaire du folklore de l'île d'Andros dans les îles Bahamas. On dit qu'il vit dans les forêts, qu'il est poilu ou plumé et qu'il mesure environ 3 pieds de haut (0,91 mètre). Il est censé être laid et avoir l'aspect d'un hibou. Dans la légende commune, si un voyageur rencontre un chickcharney et le traite bien, il sera récompensé par de la bonne chance, tandis que le mauvais traitement d'un chickcharney entraînera de la malchance et des moments difficiles. Les observations se sont poursuivies jusqu'à aujourd'hui. On dit que les oiseaux font leur nid en rapprochant plusieurs pins et en faisant leur nid au milieu. Plusieurs de ces formations d'arbres ont été aperçues.

## Tyto pollens
Un forestier de l'Oregon, Bruce G. Marcot, a affirmé en 1995 que la légende du chickcharney est basée sur la chouette préhistorique Tyto pollens, bien que les restes fossiles n'aient jamais été trouvés sur Andros et que les ossements fossiles les plus jeunes proviennent d'une couche antérieure à la arrivée des premiers humains, les Lucayens,. 